# Awers i rewers

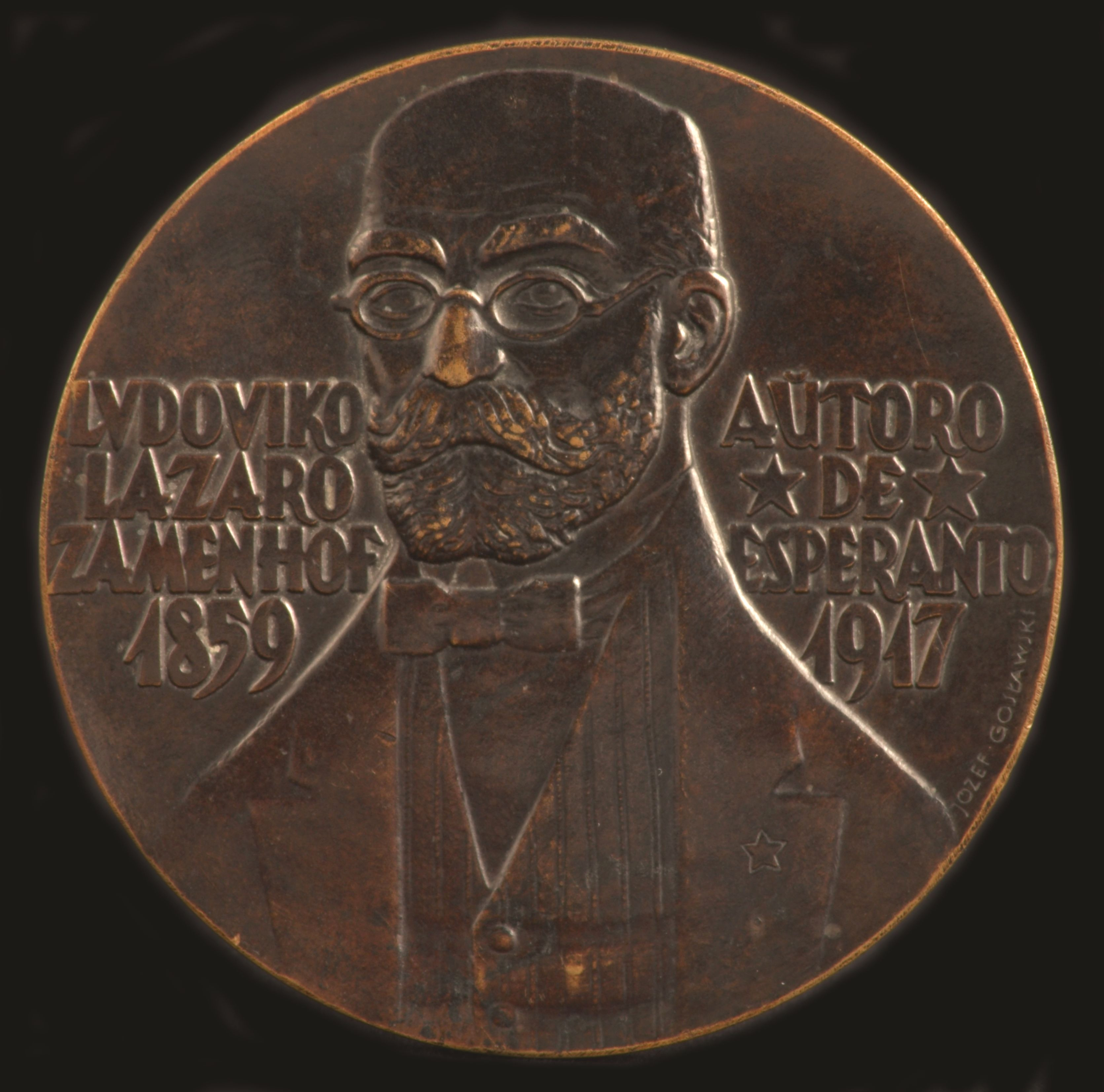
Awers medalu z Ludwikiem Zamenhofem (proj. J. Gosławski, 1959)

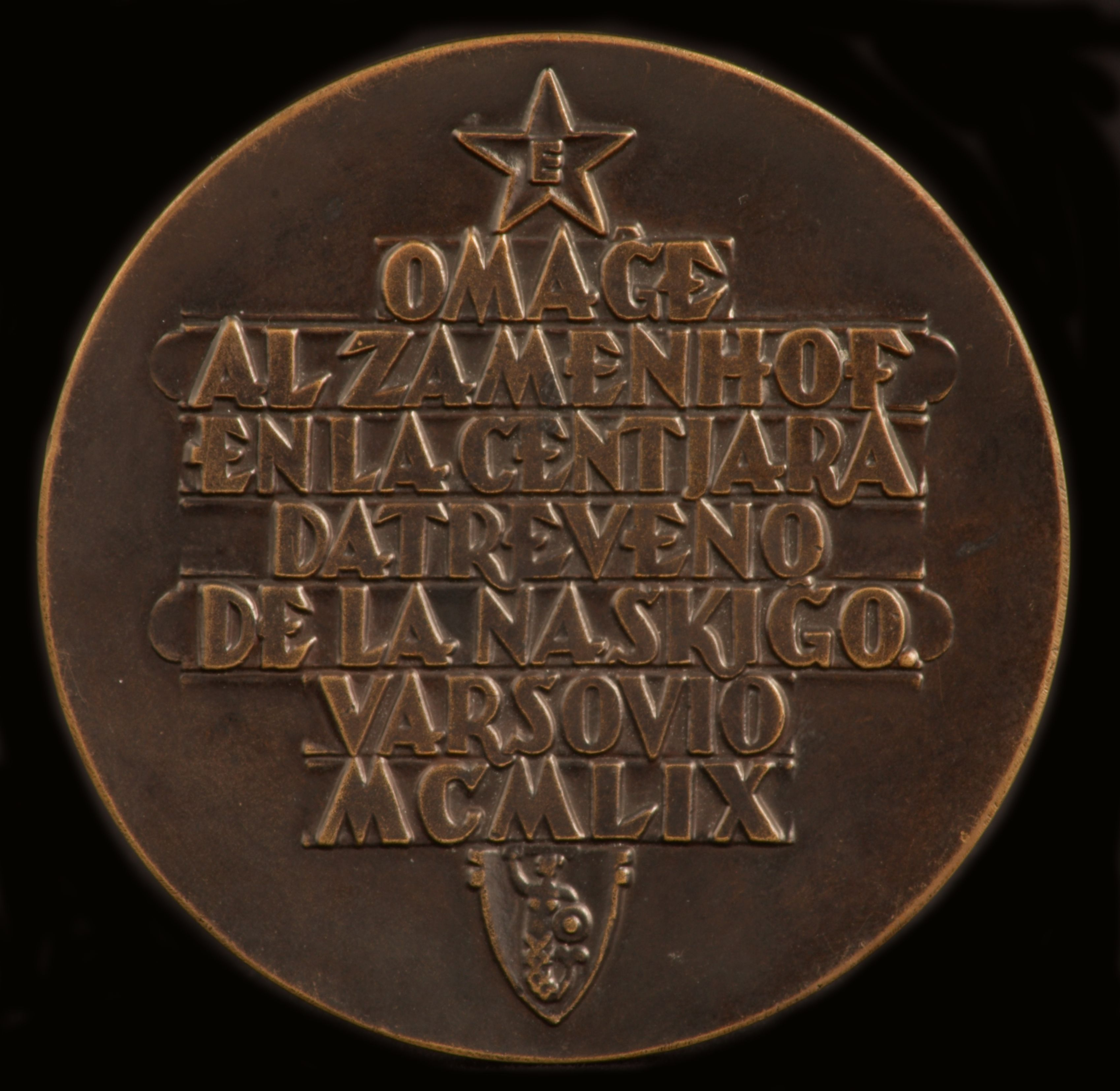
Rewers medalu z Ludwikiem Zamenhofem (proj. J. Gosławski, 1959)

Awers i rewers (łac.) – dwie strony zdobionego przedmiotu płaskiego, pokrytego jedno- lub dwustronnie malowidłem, grafiką lub drukiem, zawierającego płaskorzeźbę, wizerunek wykonany metodą rycia, kucia lub zdobionego w jeszcze inny sposób. Oba pojęcia funkcjonują wyłącznie razem, gdy w danym przedmiocie występuje swobodny dostęp do obu jego powierzchni, przy czym jedna z nich jest wyłączną lub główną stroną zawierającą przedstawiane treści.
Tą główną lub ważniejszą stroną jest awers, natomiast rewers zawiera treści uzupełniające lub też jest po prostu „plecami” danego przedmiotu. W znaczeniu bardziej ogólnym awers to strona przednia czegoś, zwana też w tym znaczeniu stroną „prawą”, a rewers to strona tylna zwana też „lewą”.
Zasadniczo pojęcia te są stosowane w odniesieniu do przedmiotów artystycznych o wzmiankowanych cechach, a ich głównym polem zastosowań jest numizmatyka.
Pojęć tych używa się również czasami w stosunku do szeregu innych przedmiotów, jak: obrazy, ryciny, grafiki itp. oraz ręcznie zdobione druki – szczególnie, gdy tylko jedna strona płótna lub karty zawiera obraz, a także sztandary, proporce, proporczyki, jednostronnie ręcznie malowane tkaniny, hafty itd.
Pojęcia awersu i rewersu mają również zastosowanie do szeregu przedmiotów liturgicznych, a także ołtarzy skrzydłowych. Awersem jest wtedy wewnętrzna strona skrzydła ołtarza, a zdobienia rewersu widoczne są dla ogółu dopiero po zamknięciu skrzydeł tak skonstruowanego ołtarza.

## Awers i rewers w numizmatyce
Awers i rewers posiadają monety oraz inne podobne wyroby jak ordery, odznaki, medale, plakietki itp. Pojęć tych nie stosuje się jednak do pieniędzy papierowych, określając w nich w miejsce awersu i rewersu odpowiednio: przednią i odwrotną stronę banknotu.
W przypadku monet stosujemy w polskiej numizmatyce zasadę, że awers to strona główna monety zawierająca podstawę prawną wybicia danej monety, w szczególności:
1. portret panującego,
2. imię panującego,
3. herb państwa,
4. nazwa państwa,
5. początek legendy.

Rewers to odwrotna strona monety zawierająca inne elementy graficzne w większym lub mniejszym stopniu związane z okolicznościami wybicia monety. Nominał zazwyczaj jest po stronie rewersu, ale nie jest to zasadą. Inną metodą rozpoznawania, gdzie jest awers, a gdzie rewers, jest fakt, że awers, jako strona oficjalna, zawiera niezmienne elementy graficzne, podczas gdy rewers dla każdego nominału może wyglądać zupełnie inaczej (nie chodzi tu tylko o sam symbol nominału, ale także o inne umieszczone na tej stronie elementy graficzne).
Pojęcia awersu i rewersu są w języku potocznym często mylone. Dla przeciętnego człowieka ważniejsza jest strona z nominałem, stąd nazywa się ją niepoprawnie awersem. Czasami określenie stron monety może być naprawdę trudne, jak w przypadku euro. Wszystkie monety Wspólnoty mają tę samą stronę z danym nominałem, zwaną stroną europejską, podczas gdy druga strona, zwana stroną narodową, różni się w każdym kraju. Powoduje to problemy z określeniem, która strona jest awersem, a która rewersem. Prawodawstwo Unii Europejskiej jako awers monety określa stronę narodową, natomiast rewers jako stronę europejską. Identycznie uważa Narodowy Bank Polski.
W wielu polskich międzywojennych i powojennych aktach prawnych natomiast stroną główną określano stronę z nominałem, a stroną odwrotną stronę z orłem.
Przy losowaniu metodą rzucania monetą pada zwykle pytanie orzeł czy reszka?. Wynika ono stąd, że orzeł (lub orzełek) leży na wielu monetach (w tym polskich) po stronie awersu, przez co jest jego synonimem, zaś reszka (wyraz pochodzenia rosyjskiego, решка) jest synonimem rewersu.

## Inne znaczenia
Rewersem nazywane jest pokwitowanie na wypożyczony przedmiot (np. książkę w bibliotece).

### W bankowości
W bankowości Rewers: dokument poświadczający istnienie stosunku dłużnego, np. stanowiący pokwitowanie za otrzymany na przechowanie przedmiot lub pieniądze, które należy zwrócić.
Może zawierać termin zwrotu pożyczki, i wówczas jest synonimem skryptu dłużnego (ang. promissory note), bądź nie zawierać takiego terminu, i wówczas jego odpowiednikiem jest angielski termin IOU (I owe you).